# Ralph Wendell Burhoe
Ralph Wendell Burhoe (21. června 1911 Somerville Massachusetts – 8. května 1997) byl významný průkopník teze o významu náboženství pro vědu a technický výzkum. Založil akademický časopis Zygon: Journal of Religion & Science. V roce 1980 obdržel Templetonovu cenu.